# Åträsket (naturreservat)
Åträsket är ett naturreservat i Älvsbyns kommun i Norrbottens län.
Området är naturskyddat sedan 1997 (1959 som domänreservat) och är 0,5 kvadratkilometer stort. Reservatet ligger väster om Åsträsket och gränsar i söder till Abborrtjärnen. Reservatet består främst av tallhed men även gran och björk förekommer. 